# Латеран (міфологія)

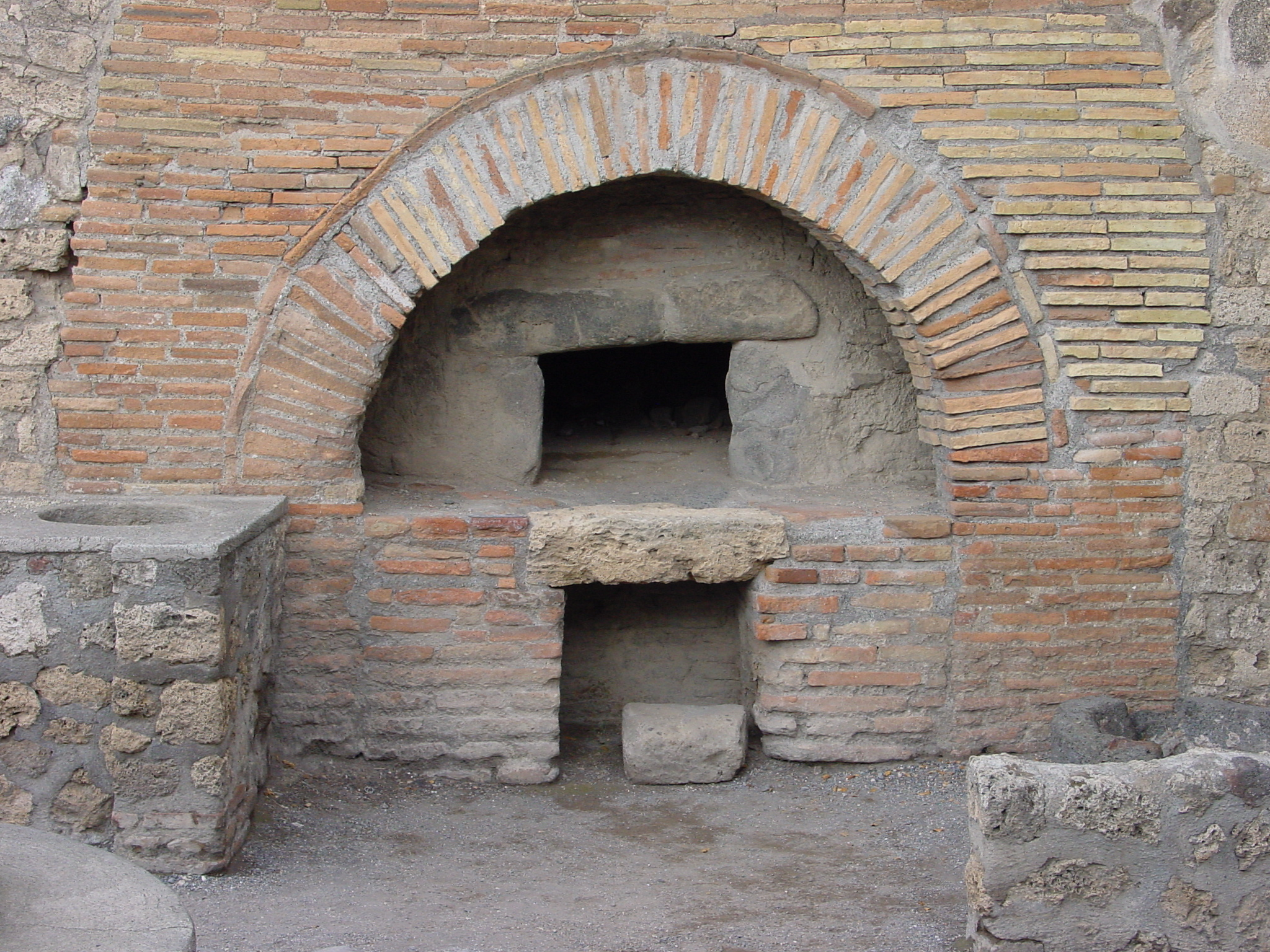
Руїни цегляної печі з Помпей

Латеран — давньоримський бог-опікун вогнищ і геній цегляних печей, згідно з сатиричним уривком християнського письменника Арнобія:
Латеран, як ви кажете, є богом і генієм вогнищ, і отримав це ім'я тому, що люди будують такі вогнища з необпаленої цегли. А якби вогнища зробили з обпаленої глини або з будь-якого іншого матеріалу, то хіба вони не мали б геніїв? І хіба Латеран, хто б він не був, відмовився б від свого обов'язку опікуна, адже царство, яким він володіє, не створили з глини? І з якою метою, питаю я, той бог отримав владу над вогнищами? Він бігає по кухнях людей, оглядаючи й відкриваючи, які дрова віддають жар у їхніх вогнищах; він надає міцності глиняним посудинам, щоб вони не розліталися на шматки, подолані силою полум'я; він стежить, щоб аромат незіпсованих ласощів досягав смаку піднебіння своєю приємністю, і виступає в ролі дегустатора, пробуючи, чи правильно приготовані соуси.— 
Ім'я Lateranus походить від латинської основи, що означає цегла, later-, як у творі opus latericium, тип цегляної кладки (порівняйте також laterculus). Жоден інший античний автор не згадує цього бога. В. Г. Рошер відносить Латерана до indigitamenta — списку божеств, який вели римські жерці, щоб переконатися, що під час ритуалів звертаються до правильного божества.